# جاناتان اتکینسون
جاناتان اتکینسون (انگلیسی: Jonathan Atkinson؛ زادهٔ ۱۴ آوریل ۱۹۷۰) بازیکن فوتبال اهل بریتانیا است.
از باشگاه‌هایی که در آن بازی کرده‌است می‌توان به باشگاه فوتبال دارلینگتون اشاره کرد.